# هوغو وايت
هوغو وايت (بالإنجليزية: Hugo White)‏ هو رجل غواصة بريطاني، ولد في 22 أكتوبر 1939 في توركاي في المملكة المتحدة، وتوفي في 1 يونيو 2014.